# ショーバナ
ショーバナ（Shobana、1970年3月21日 - ）は、インドのマラヤーラム語映画、テルグ語映画、タミル語映画で活動する女優、バラタナティヤムの舞踊家。40年以上のキャリアを通して230本以上の映画に出演しており、1980年代から1990年代にかけての南インドを代表する女優の一人に挙げられている。これまでに国家映画賞、フィルムフェア賞 南インド映画部門、ケララ州映画賞を受賞している。また、功労賞として2006年にパドマ・シュリー勲章、2011年にカライマーマニ賞、2013年にカーラ・ラトナ賞、2025年にパドマ・ブーシャン勲章を授与されている。

## キャリア

### 映画

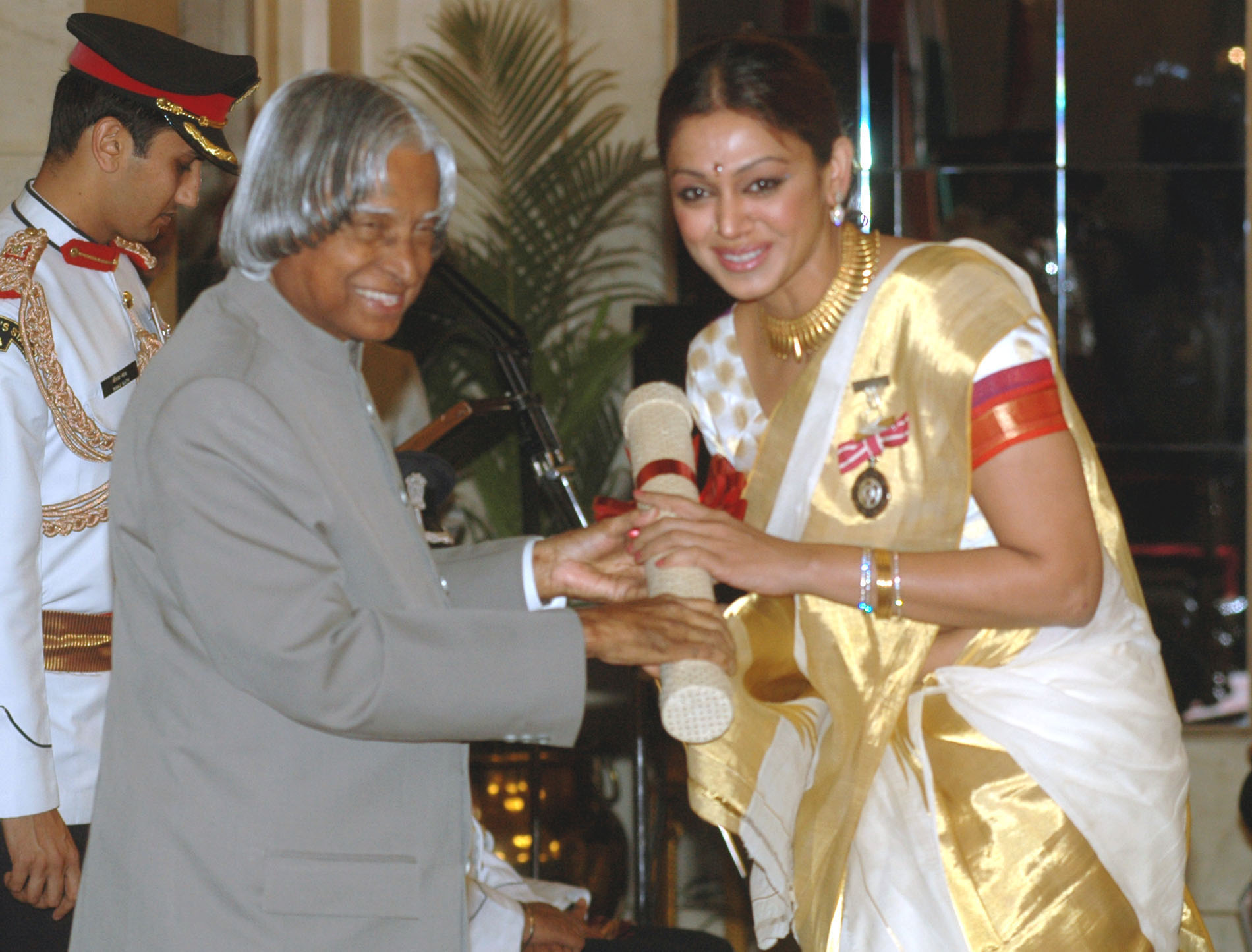
インド大統領アブドゥル・カラームからパドマ・シュリー勲章を受け取るショーバナ（2006年）

1980年に子役として『Mangala Nayagi』に出演して映画デビューし、1982年には『Bhakta Dhruva Markendaya』に出演して高い評価を得た。1984年にバーラチャンドラ・メーノーンの『April 18』に出演し、S・P・ムトゥラーマンの『Enakkul Oruvan』でタミル語映画デビューした。1990年代にはサティヤラージ（『Mallu Vetti Minor』『Vaathiyar Veetu Pillai』）、K・バーギャラージ（『Idhu Namma Aalu』）、ヴィジャヤカーント（『Ponmana Selvan』『Enkitta Mothathe』）と共演し、これらの出演作では農村出身の青年と恋に落ちる都会出身の女性を数多く演じ、華やかで上品だが高慢なヒロイン役を得意とするようになった。このほかに『Rudraveena』『Meleparambil Anveedu』『Kanamarayathu』『Ithiri Poove Chuvannapoove』『Yathra』『Anantaram』『Nadodikkattu』『Vellanakalude Nadu』『Idhu Namma Aalu』『Siva』『Innale』『Kalikkalam』『ダラパティ 踊るゴッドファーザー』『Pappayude Swantham Appoos』『Manichitrathazhu』『Thenmavin Kombath』『Minnaram』『Mazhayethum Munpe』『Hitler』『Agnisakshi』『Dance like a Man』『Makalkku』『Thira』『Varane Avashyamund』などに出演した。1985年は『Avidathe Pole Ivideyum』『Upaharam』など16本の映画に出演した。2014年にはアニメ映画『Kochadaiiyaan』に出演している。『Rudraveena』ではチランジーヴィと共演し、低級カースト出身のため寺院への立ち入りを拒否される古典舞踊家ラリター・シヴァジョーティ役を演じた。また、『Abhinandana』ではカールティクが演じる主人公と恋に落ちるダンサー志望の女性を演じ、『Kokila』ではナレーシュ、『Alludugaru』ではモーハン・バーブと共演している。
1993年に出演した『Manichitrathazhu』の演技で国家映画賞 主演女優賞とケララ州映画賞 主演女優賞を受賞し、批評家からも高い評価を得ている。また、2002年に出演した『Mitr, My Friend』で再び国家映画賞主演女優賞を受賞している。また、『Innale』『Thenmavin Kombath』の演技でフィルムフェア賞 マラヤーラム語映画部門主演女優賞を受賞している。

### 古典舞踊
ショーバナはチトラ・ヴィシュワースワランとパドマー・スブラマニヤムからバラタナティヤムを学び、20歳代から舞踊家・振付師として活動を始め、1989年に舞踊教室「カリピンニャー（Kalipinya）」を立ち上げている。また、1994年にはチェンナイにバラタナティヤムの舞踊学校「カラルパナ（Kalarpana）」を設立している。
公演の際にはタブラ奏者のザキール・フセイン、T・H・ヴィナーヤクラーム、U・シュリーニヴァースと頻繁に共演している。彼女はインド国内での公演のほか、世界マラヤーリ大会やマレーシア国王夫妻を招待した御前公演などアメリカ合衆国・ヨーロッパ・東南アジア・オーストラリアなど海外でも活動している。また、1994年からはスーリヤ・クリシュナムールティ主催のスーリヤ・ミュージック&ダンス・フェスティバルに出場するようになった。

## 家族
ショーバナは古典舞踊家・女優として知られるトラヴァンコール姉妹（ラリター、パドミニ、ラーギニ）の姪である。彼女は未婚だが、2011年に養女を迎えている。

## フィルモグラフィー

### マラヤーラム語映画
- April 18（1984年）
- Kanamarayathu（1984年）
- Ithiri Poove Chuvannapoove（1984年）
- Alakadalinakkare（1984年）
- Avidathe Pole Ivideyum（1985年）
- Vasantha Sena（1985年）
- Thozhil Allengil Jail（1985年）
- Akkacheyude Kunjuvava（1985年）
- Azhiyatha Bandhangal（1985年）
- Eeran Sandhya（1985年）
- Thammil Thammil（1985年）
- Anubandham（1985年）
- Ee Thanalil Ithiri Nerum（1985年）
- Ee Sabdam Innathe Sabdam（1985年）
- Ayanam（1985年）
- Yathra（1985年）
- Rangam（1985年）
- Oru Naal Innoru Naal（1985年）
- Upaharam（1985年）
- Meenamasathile Sooryan（1986年）
- Udayam Padinjaru（1986年）
- T. P. Balagopalan M. A.（1986年）
- Kunjattakilikal（1986年）
- Iniyum Kurukshetrum（1986年）
- Aayiram Kannukal（1986年）
- Ente Entethu Mathrem（1986年）
- Abhayam Thedi（1986年）
- Kshamichu Ennoru Vakku（1986年）
- Aalorungi Arangorungi（1986年）
- Nyayavidhi（1986年）
- Ee Kaikalil（1986年）
- Padayani（1986年）
- Chilambu（1986年）
- Rareeram（1986年）
- Vrutham（1987年）
- Nadodikkattu（1987年）
- Ithrayum Kaalam（1987年）
- Kaalam Maari Kadha Maari（1987年）
- Anantaram（1987年）
- Naalkavala（1987年）
- Vicharana（1988年）
- Vellanakalude Nadu（1988年）
- Janmandharam（1988年）
- Aryan（1988年）
- Aparan（1988年）
- Dhwani（1988年）
- Oru Vivaada Vishayam（1988年）
- Alila Kuruvikal（1988年）
- Mukthi（1988年）
- Charithram（1989年）
- Innale（1990年）
- Iyer the Great（1990年）
- Sasneham（1990年）
- Kalikkalam（1990年）
- Vasthuhara（1991年）
- Ulladakkam（1991年）
- Adayalam（1991年）
- Kankettu（1991年）
- Oru Kochu Bhoomikulukkam（1992年）
- Naaga Panchami（1992年）
- Pappayude Swantham Appoos（1992年）
- Maya Mayooram（1993年）
- Meleparambil Anveedu（1993年）
- Golanthara Vartha（1993年）
- Manichitrathazhu（1993年）
- Pavithram（1994年）
- Commissioner（1994年）
- Thenmavin Kombath（1994年）
- Pakshe（1994年）
- Minnaram（1994年）
- Vishnu（1994年）
- Manathe Vellitheru（1994年）
- Sindoora Rekha（1995年）
- Mazhayethum Munpe（1995年）
- Minnaminuginum Minnukettu（1995年）
- Kumkumacheppu（1996年）
- Aramana Veedum Anjoorekkarum（1996年）
- Rajaputhran（1996年）
- Hitler（1996年）
- Superman（1997年）
- Kalyana Kacheri（1997年）
- Kaliyoonjal（1997年）
- Agnisakshi（1999年）
- Sradha（2000年）
- Valliettan（2000年）
- Mampazhakkalam（2004年）
- Makalkku（2005年）
- Sagar Alias Jacky Reloaded（2009年）
- Thira（2013年）
- Varane Avashyamund（2020年）

### テルグ語映画
- Bhakta Dhruva Markandeya（1982年）
- Marchandi Mana Chattalu（1984年）
- Marana Sasanam（1985年）
- Srimathi Kanuka（1986年）
- Vijrumbhana（1986年）
- Vikram（1986年）
- Dagudu Moothalu（1986年）
- Asthram（1986年）
- Muddula Manavudu（1987年）
- Manavadostunnaadu（1987年）
- Ajeyudu（1987年）
- Muvva Gopaludu（1987年）
- Trimurtulu（1987年）
- Rudraveena（1988年）
- Abhinandana（1988年）
- Praja Pratinidhi（1988年）
- Paapa Kosam（1990年）
- Nari Nari Naduma Murari（1990年）
- Kokila（1990年）
- Shourya chakra（1990年）
- Neti Siddhartha（1990年）
- Alludugaru（1990年）
- April 1 Vidudala（1991年）
- Rowdy Gaari Pellam（1991年）
- Minor Raja（1991年）
- Manchi Roju（1991年）
- Rowdy Alludu（1991年）
- Alludu Diddina Kapuram（1991年）
- Keechu Raallu（1991年）
- Appula Appa Rao（1992年）
- Ahankari（1992年）
- Asadhyulu（1992年）
- Champion（1992年）
- Hello Darling（1992年）
- Sivaratri（1992年）
- Gangwar（1992年）
- Rowdy Gaari Teacher（1993年）
- Naga Jyoti（1993年）
- Kannayya Kittayya（1993年）
- Nippu Ravva（1993年）
- Rendilla Poojari（1993年）
- Rakshana（1993年）
- Surya Putrulu（1997年）
- Game（2006年）
- カルキ 2898-AD（2024年）

### タミル語映画
- Mangala Nayagi（1980年）
- Manmatha Ragangal（1980年）
- Enakkul Oruvan（1984年）
- Marudhani（1985年）
- Oray Thaai Oray Kulam（1988年）
- Idhu Namma Aalu（1988年）
- Sattathin Thirappu Vizhaa（1989年）
- Paattukku Oru Thalaivan（1989年）
- Siva（1989年）
- Ponmana Selvan（1989年）
- Vaathiyaar Veettu Pillai（1990年）
- Mallu Vetti Minor（1990年）
- Sathya Vaakku（1990年）
- Mahamayi（1991年）
- ダラパティ 踊るゴッドファーザー（1991年）
- Sivarathiri（1993年）
- Thuraimugam（1996年）
- Podaa Podi（2012年）
- Kochadaiiyaan（2014年）

### ヒンディー語映画
- Swami Vivekananda（1998年）
- Apna Asmaan（2007年）
- Mere Baap Pehle Aap（2008年）

### カンナダ語映画
- Giri Baale（1985年）
- Shivashankar（1990年）

### 英語映画
- Mitr, My Friend（2002年）
- Dance Like a Man（2003年）
- A Little Dream（2008年）

### テレビシリーズ
- Penn（1991年）
- Uravugal（1999年）
- Jodi No.1（2010年）
- Super Jodi（2010年）
- D 4 Dance（2015年）
- Midukki（2017年）

### ミュージックビデオ
- Margazhi Thingal（2021年）[34]

## 受賞歴

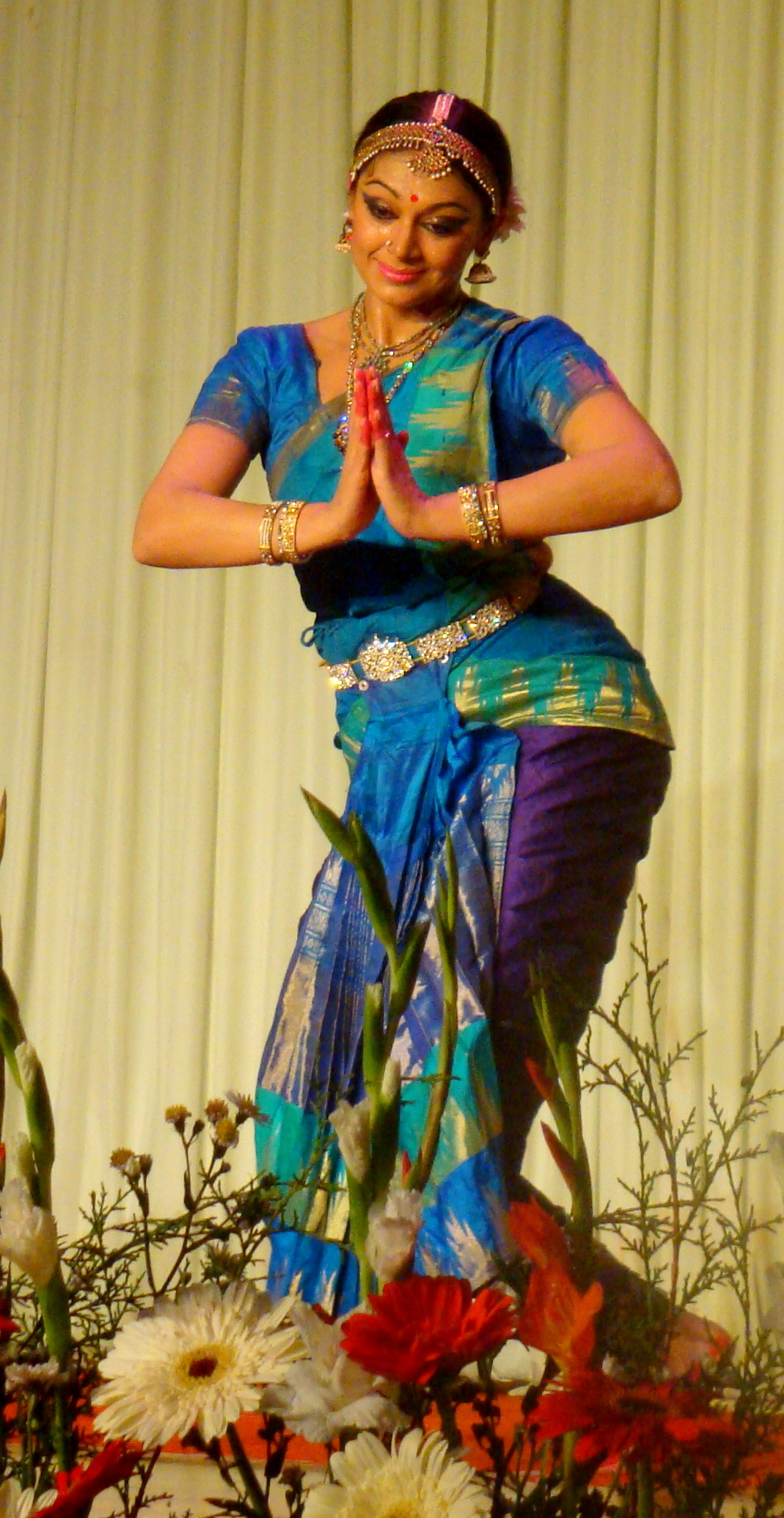
公演中のショーバナ（2009年）

| 年                                | 部門                             | 作品                                             | 結果       | 出典          |
| 栄典                              | 栄典                             | 栄典                                             | 栄典       | 栄典          |
| --------------------------------- | -------------------------------- | ------------------------------------------------ | ---------- | ------------- |
| 2006年                            | パドマ・シュリー勲章             | N/A                                              | 受賞       | [ 35 ] [ 36 ] |
| 2011年                            | カライマーマニ賞                 | N/A                                              | 受賞       | [ 10 ]        |
| 2013年                            | カーラ・ラトナ賞                 | N/A                                              | 受賞       | [ 11 ]        |
| 2025年                            | パドマ・ブーシャン勲章           | N/A                                              | 受賞       | [ 12 ] [ 37 ] |
| 名誉学位                          |                                  |                                                  |            |               |
| 2018年                            | 名誉文学博士号                   | ヴィナーヤカ・ミッション・リサーチ財団           | 受賞       | [ 38 ]        |
| 2019年                            | 名誉文学博士号                   | Dr. MGR教育・研究大学                            | 受賞       | [ 39 ]        |
| 2022年                            | 名誉文学博士号                   | シュリー・サンカラチャーリヤ・サンスクリット大学 | 受賞       | [ 40 ]        |
| 国家映画賞                        |                                  |                                                  |            |               |
| 1994年                            | 主演女優賞                       | 『Manichitrathazhu』                             | 受賞       | [ 41 ]        |
| 2003年                            | 主演女優賞                       | 『Mitr, My Friend』                              | 受賞       | [ 42 ]        |
| フィルムフェア賞 南インド映画部門 |                                  |                                                  |            |               |
| 1989年                            | タミル語映画部門主演女優賞       | 『Idhu Namma Aalu』                              | ノミネート |               |
| 1989年                            | テルグ語映画部門主演女優賞       | 『Rudraveena』                                   | ノミネート |               |
| 1991年                            | マラヤーラム語映画部門主演女優賞 | 『Innale』                                       | 受賞       | [ 43 ]        |
| 1991年                            | テルグ語映画部門主演女優賞       | 『Alludugaru』                                   | ノミネート | [ 43 ]        |
| 1993年                            | テルグ語映画部門主演女優賞       | 『Rowdy Gaari Pellam』                           | ノミネート |               |
| 1995年                            | マラヤーラム語映画部門主演女優賞 | 『Thenmavin Kombath』                            | 受賞       | [ 44 ]        |
| 2014年                            | マラヤーラム語映画部門主演女優賞 | 『Thira』                                        | ノミネート | [ 45 ]        |
| 2022年                            | マラヤーラム語映画部門主演女優賞 | 『Varane Avashyamund』                           | ノミネート | [ 46 ]        |
| 南インド国際映画賞                |                                  |                                                  |            |               |
| 2021年                            | マラヤーラム語映画部門主演女優賞 | 『Varane Avashyamund』                           | 受賞       | [ 47 ]        |
| ケララ州映画賞                    |                                  |                                                  |            |               |
| 1994年                            | 主演女優賞                       | 『Manichitrathazhu』                             | 受賞       | [ 48 ]        |
| ケララ映画批評家協会賞            |                                  |                                                  |            |               |
| 1994年                            | 主演女優賞                       | 『Manichitrathazhu』                             | 受賞       | [ 49 ] [ 50 ] |
| 1994年                            | 主演女優賞                       | 『Meleparambil Anveedu』                         | 受賞       | [ 49 ] [ 50 ] |
| 1999年                            | 主演女優賞                       | 『Agnisakshi』                                   | 受賞       | [ 49 ] [ 50 ] |
| ヴァニタ州映画賞                  |                                  |                                                  |            |               |
| 2014年                            | 主演女優賞                       | 『Thira』                                        | 受賞       | [ 51 ]        |